# Eunomia (godin)
Eunomia (Grieks: Εὐνομία; betekenis: orde, goede wetgeving, goed bestuur) was in de Griekse mythologie een van de dochters van Zeus en Themis en een godin die werd geassocieerd met de wet en wetgeving. Ze is een van de Horae, samen met Dikè en Eirene. Deze drie godinnen verpersoonlijkten de seizoenen (de Grieken kenden alleen de seizoenen zomer, winter en lente). Ze golden ook als de godinnen van recht, vrede en gerechtigheid in de wereld. Daarnaast bewaakten ze de poorten van de Olympus, de vruchtbaarheid van de aarde en het bijeen brengen van de sterren.